# 戴蒙 (密蘇里州)
戴蒙（英語：Damon）是位於美國密蘇里州韋恩縣的鬼鎮。

## 歷史
戴蒙的郵局於1893年設立，其後於1903年停運。

## 地理
戴蒙所處的海拔為高於海平面210米（即689英呎），而該地所採用的時區為UTC-6，即北美中部時區（CST）。同時該地設有夏令時間，為UTC-6調快一小時，即UTC-5（CDT）。